# Snowboard-Juniorenweltmeisterschaften 2003
Die 7. FIS Snowboard-Juniorenweltmeisterschaften fanden vom 12. bis zum 15. Februar 2003 in Prato Nevoso statt. Ausgetragen wurden Wettkämpfe im Parallel-Riesenslalom, Snowboardcross und Halfpipe.

## Medaillenspiegel
| Platz | Land               | Gold | Silber | Bronze | Gesamt |
| ----- | ------------------ | ---- | ------ | ------ | ------ |
| 1     | Italien            | 2    | 1      | -      | 3      |
| 2     | Vereinigte Staaten | 1    | 1      | 2      | 4      |
| 3     | Deutschland        | 1    | 1      | -      | 2      |
| 4     | Finnland           | 1    | -      | 1      | 2      |
| 4     | Frankreich         | 1    | -      | 1      | 2      |
| 6     | Österreich         | -    | 1      | -      | 1      |
| 6     | Schweiz            | -    | 1      | -      | 1      |
| 6     | Schweden           | -    | 1      | -      | 1      |
| 9     | Kanada             | -    | -      | 2      | 2      |
|       | Gesamt             | 6    | 6      | 6      | 18     |

## Ergebnisse Frauen

### Parallel-Riesenslalom
| Platz | Land               | Sportlerin          |
| ----- | ------------------ | ------------------- |
| 1     | Finnland           | Niina Sarias        |
| 2     | Schweden           | Aprilia Hägglöf     |
| 3     | Vereinigte Staaten | Michelle Gorgone    |
| 4     | Russland           | Olga Golowanowa     |
| 5     | Österreich         | Heidi Krings        |
| 6     | Japan              | Eri Yanetani        |
| 7     | Frankreich         | Morgane Fleury      |
| 8     | Japan              | Tomoka Takeuchi     |
| 9     | Tschechien         | Nikola Vavrushkova  |
| 10    | Italien            | Michelle Annunziata |

Datum: 15. Februar 2003

Es waren 58 Teilnehmerinnen am Start.

Weitere Teilnehmerinnen aus deutschsprachigen Ländern:

 Zita Zeyer: 12. Platz

 Isabella Laböck: 13. Platz

 Marie Therese Sinnhuber: 15. Platz

 Julia Rheinberger: 22. Platz

 Anke Karstens: 27. Platz

 Maria Ramberger: 34. Platz

 Patrizia Kummer: 35. Platz

 Susanne Hornung: 38. Platz

 Julia Haiderer: DNF

 Amelie Kober: DNF

### Snowboardcross
| Platz | Land                   | Sportlerin              |
| ----- | ---------------------- | ----------------------- |
| 1     | Frankreich             | Morgane Fleury          |
| 2     | Schweiz                | Sandra Frei             |
| 3     | Finnland               | Niina Sarias            |
| 4     | Vereinigtes Königreich | Zoe Gillings            |
| 5     | Vereinigte Staaten     | Lindsey Jacobellis      |
| 6     | Schweiz                | Corinne Mottu           |
| 7     | Norwegen               | Thea Stenshagen         |
| 8     | Russland               | Jekaterina Tudegeschewa |
| 9     | Russland               | Olga Golowanowa         |
| 10    | Bulgarien              | Alexandra Schekowa      |

Datum: 12. Februar 2003

Es waren 47 Teilnehmerinnen am Start.

Weitere Teilnehmerinnen aus deutschsprachigen Ländern:

 Isabella Laböck: 16. Platz

 Anna-Barbia Carl: 27. Platz

 Maria Bittel: 31. Platz

 Pascal Dumoulin: 36. Platz

 Liana Lasut: 41. Platz

 Zita Zeyer: DNF

 Anke Karstens: DNF

### Halfpipe
| Platz | Land               | Sportlerin          |
| ----- | ------------------ | ------------------- |
| 1     | Vereinigte Staaten | Lindsey Jacobellis  |
| 2     | Deutschland        | Silvia Mittermüller |
| 3     | Kanada             | Sarah Kopinya       |
| 4     | Norwegen           | Thea Stenshagen     |
| 5     | Norwegen           | Elin Holvik         |
| 6     | Schweiz            | Anna-Barbia Carl    |
| 7     | Polen              | Paulina Ligocka     |
| 8     | Kanada             | Jaclyn Anderson     |

Datum: 13. Februar 2003

Es waren 34 Teilnehmerinnen am Start.

Weitere Teilnehmerinnen aus deutschsprachigen Ländern:

 Alexandra Hlawitschka: 9. Platz

 Liana Lasut: 16. Platz

 Seraina Beeler: 17. Platz

 Madeleine Schrank: 20. Platz

 Kati Lukaschek: 33. Platz

## Ergebnisse Männer

### Parallel-Riesenslalom
| Platz | Land        | Sportler          |
| ----- | ----------- | ----------------- |
| 1     | Italien     | Rudy Galli        |
| 2     | Österreich  | Dominik Fiegl     |
| 3     | Kanada      | Philippe Berubé   |
| 4     | Italien     | Hansel Longa      |
| 5     | Österreich  | Christoph Zaller  |
| 6     | Frankreich  | Brice Midol       |
| 7     | Österreich  | Anton Unterkofler |
| 8     | Japan       | Shota Yada        |
| 9     | Deutschland | Patrick Bussler   |
| 10    | Kanada      | Colin Bell        |

Datum: 15. Februar 2003

Es waren 69 Teilnehmer am Start.

Weitere Teilnehmer aus deutschsprachigen Ländern:

 Tobias Fischer: 12. Platz

 Martin Ehrhart: 13. Platz

 Stefan Pletzer: 17. Platz

 Manuel Veith: 18. Platz

 Alex Deubl: 22. Platz

 Maximilian Fendt: 24. Platz

 Nicholas Wolken: 31. Platz

 Thomas Brand: 37. Platz

 Philipp Imhof: 42. Platz

 Sebastian Schwerdt: 48. Platz

### Snowboardcross
| Platz | Land               | Sportler              |
| ----- | ------------------ | --------------------- |
| 1     | Italien            | Francesco Sandrini    |
| 2     | Italien            | Luca Guerini          |
| 3     | Vereinigte Staaten | Thomas Parsons        |
| 4     | Finnland           | Jan Ruotsalainen      |
| 5     | Frankreich         | Mickael David         |
| 6     | Deutschland        | Patrick Bussler       |
| 7     | Österreich         | Christoph Zaller      |
| 8     | Österreich         | Dominik Fiegl         |
| 9     | Österreich         | Michael Schreilechner |
| 10    | Italien            | Hansel Longa          |

Datum: 12. Februar 2003

Es waren 77 Teilnehmer am Start.

Weitere Teilnehmer aus deutschsprachigen Ländern:

 Tobias Fischer: 15. Platz

 Martin Volorio: 16. Platz

 Benjamin Karl: 20. Platz

 Manuel Veith: 25. Platz

 Benedikt Nadig: 26. Platz

 Anton Unterkofler: 27. Platz

 Alex Deubl: 36. Platz

 Gilles Sandoz: 39. Platz

 Sebastian Schwerdt: 40. Platz

 Nicholas Wolken: 44. Platz

 Gian-Claudio Livers: 46. Platz

 Maximilian Fendt: DNF

### Halfpipe
| Platz | Land               | Sportler           |
| ----- | ------------------ | ------------------ |
| 1     | Deutschland        | Christophe Schmidt |
| 2     | Vereinigte Staaten | Tyler Emond        |
| 3     | Frankreich         | Julien Bourguignon |
| 4     | Kroatien           | Marko Grilc        |
| 5     | Schweden           | Micael Lundmark    |
| 6     | Schweiz            | Sergio Berger      |
| 7     | Schweiz            | Stephan Maurer     |
| 8     | Polen              | Michał Ligocki     |

Datum: 13. Februar 2003

Es waren 71 Teilnehmer am Start.

Weitere Teilnehmer aus deutschsprachigen Ländern:

 Gian-Claudio Livers: 14. Platz

 Benedikt Nadig: 15. Platz

 Andreas Hochwimmer: 30. Platz

 Sebastian Gilliand: 32. Platz

 Hans Kainz: 40. Platz

 Sebastian Müller: 42. Platz

 Stefan Falkeis: 56. Platz

 Toni Kurschat: 65. Platz

 Toni Suetovius: 66. Platz